# Băneasa (okręg Giurgiu)
Băneasa – wieś w Rumunii, w okręgu Giurgiu, w gminie Băneasa. W 2011 roku liczyła 3131 mieszkańców.